# ويليام براون (عسكري أيرلندي)
ويليام براون (بالإنجليزية: William Brown)‏ هو عسكري أيرلندي، ولد في 22 يونيو 1777 في Foxford ‏ في جمهورية أيرلندا، وتوفي في 3 مارس 1857 في بوينس آيرس في الأرجنتين.

## وصلات خارجية
- ويليام براون على موقع الموسوعة البريطانية (الإنجليزية)
- ويليام براون على موقع الموسوعة البريطانية (الإنجليزية)